# François-Henri Houbart
Pour les articles homonymes, voir Houbart.
François-Henri Houbart, né en 1952 à Orléans, est un organiste, improvisateur, et compositeur français.
Il est actuellement, et depuis 1979, organiste titulaire du grand orgue de l'église de la Madeleine, dans le 8e arrondissement de Paris.

## Formation
François-Henri Houbart commence l'étude du piano à l'âge de 7 ans et celle de l'orgue à l'âge de 11 ans, au cours de sa scolarité chez les dominicains de Sorèze. À Paris, il devient l'élève de Pierre Lantier pour l'harmonie et le contrepoint, de Suzanne Chaisemartin, Michel Chapuis et Pierre Cochereau pour l'orgue et l'improvisation.
Parallèlement à l'orgue il s'est ouvert au clavecin et a également fait du trombone à pistons,.
En 1971, il suit les cours de Jean Guillou à l'académie internationale d'orgue de Vevey.
En 1978, il obtient le deuxième prix du Concours international d'improvisation de Lyon.
Il s'est intéressé à la facture d'orgue auprès notamment de Robert Boisseau.

## Carrière

### Organiste liturgique

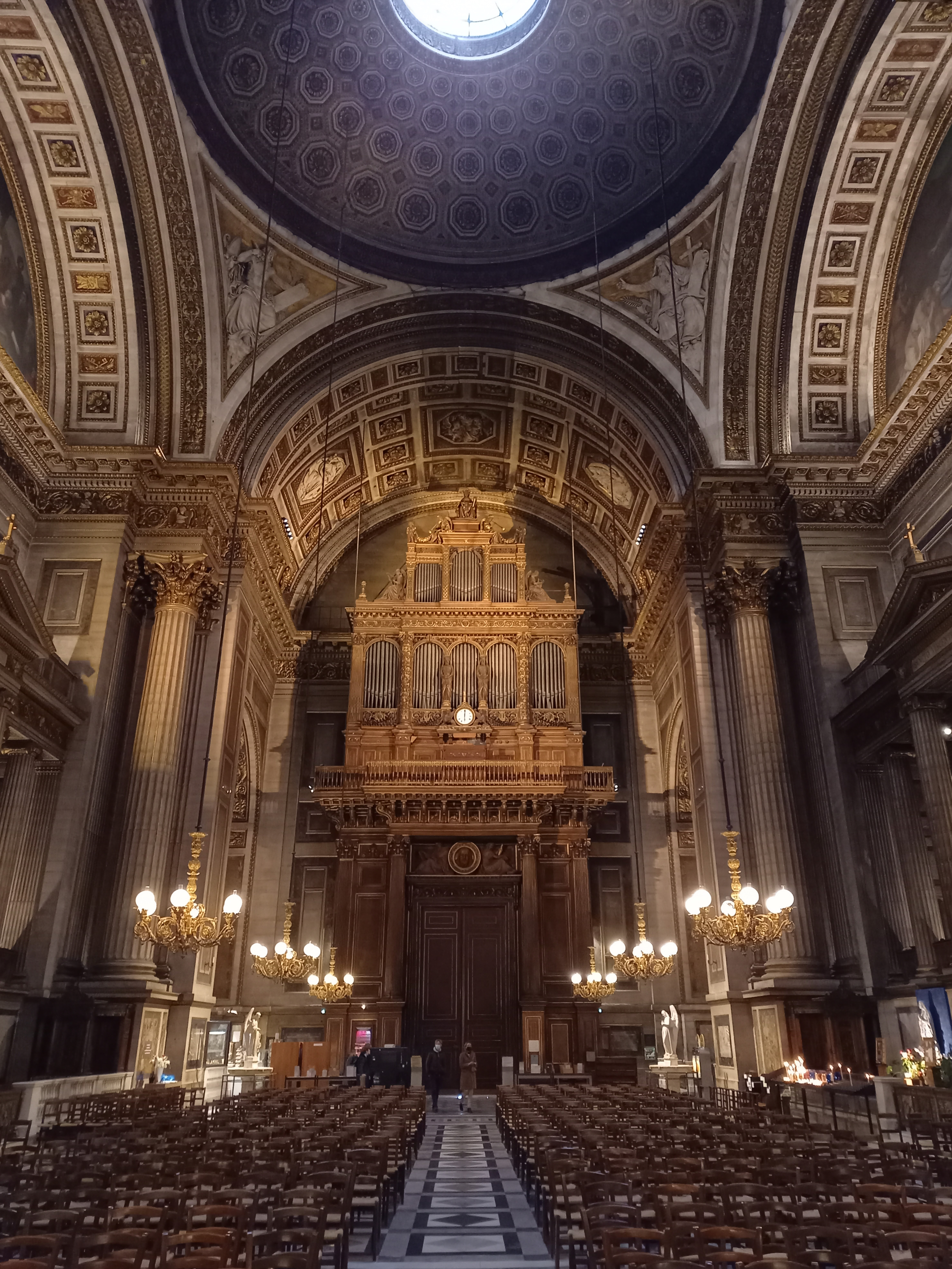
Grand orgue de l'église de la Madeleine.

François-Henri Houbart a été organiste de l'église Saint-Paterne d'Orléans à partir de 1968.
En 1975, il commence sa carrière d'organiste parisien, en devenant organiste suppléant de Michel Chapuis, Francis Chapelet et Jean Boyer du grand orgue de l'église Saint-Séverin, puis, la même année, il devient co-titulaire, avec Jean Boyer, de l'orgue de l'église Saint-Nicolas-des-Champs, et en 1976, titulaire du grand orgue de l'église Sainte-Élisabeth-du-Temple.
En 1979, il est nommé organiste titulaire de l'église de la Madeleine, à Paris, poste qu'il occupe toujours. Il y a joué les obsèques de nombreuses personnalités comme Dalida, Tino Rossi, Charles Trenet ou Thierry Le Luron.
En 1984, il décline la proposition de l'archiprêtre de la cathédrale Notre Dame de Paris pour succéder à Pierre Cochereau au grand orgue.

### Professeur
Comme pédagogue, François-Henri Houbart a d'abord enseigné l'orgue au conservatoire à rayonnement départemental d'Orléans, de 1980 à 2000, puis au conservatoire de Rueil-Malmaison, à la suite de Marie-Claire Alain et de Susan Landale, jusqu'à sa retraite, en 2013.
Parmi ses élèves figurent notamment Jean-Christophe Geiser, Samuel Liégeon, Olivier Périn, Bruno Morin, Ghislain Leroy, Thibaut Duret, Yoann Tardivel-Erchoff, Vincent Grappy, Marie Faucqueur, Jean-Pierre Griveau, Martin Tembremande.

### Concertiste
Comme concertiste, il a donné plus de 1400 concerts ou récitals en Europe, aux États-Unis, au Canada et au Japon. Il est reconnu comme l'un des plus grands improvisateurs contemporain. Ses goûts musicaux le portent plutôt à interpréter les maîtres de l'école nordique et les compositeurs du XIXe siècle.
Il a également été soliste à Radio-France.

### Discographie
En 1977, Xavier Darasse lui fait enregistrer son premier disque : Transcriptions de Liszt à l'orgue Cavaillé-Coll de Grenade-sur-Garonne pour la série « Orgues historiques » chez Harmonia Mundi.
Il a effectué plus de soixante-dix enregistrements dont certains ont obtenu d'importantes récompenses (Choc du Monde de la Musique, classé Meilleur compact-disc de l'année 1987 par le New York Times, Grand Lauréat du Grand Prix du Disque en 1989, etc.)
Il est nommé aux Grammy Awards à New York en janvier 2018 pour sa participation au disque consacré à Nadia Boulanger, enregistré à la Madeleine, et dans lequel il interprète les œuvres pour orgue de la compositrice.
Il a par ailleurs enregistré au clavecin.

### Autres activités
Il a participé à L'École des fans en 1986.
En 1990, 1996, 2000 et 2004, il est membre du jury du Grand Prix de Chartres, qu'il préside en 2008.
En 2014 et 2019, il préside le jury du Grand Prix Florentz.
Il est en outre membre du comité d’honneur d'Orgue en France, et de la commission des orgues non protégées au titre des monuments historiques,,.

## Écrits
- « Les Grandes orgues de Sainte-Croix d'Orléans », numéro spécial du Bulletin de la Société archéologique et historique de l'Orléanais, 1980 ;
- « Histoire de l’Orgue en Orléanais et dans le Loiret », éditions Delatour, 2016.
- « Rayonnement de l'Orgue orléanais du XVIIème au XXème siècle (François Roberday, Pierre Bridard, Pierre Delorme, Noël Grantin, Jean Baptiste Isnard, Adrien Lépine, Claude et Alfred Lorot, incluant "Dom Bedos en Pithiverais") », éditions Delatour, 2024.

## Compositions
- Partita sur un choral de Michel Chapuis, dit Sanctus de Saint Séverin, pour orgue, éditions Delatour France, 2010 ;
- Variations sur un chant gallois, pour orgue, éditions Delatour France, 2008 ;
- La Habanera du Général, publiée en 1999.
- Zemyorka pour orgue, publiée en 1984.

## Décorations
- Dans l'ordre des Arts et des Lettres :
  -  Officier de l'ordre des Arts et des Lettres ;
  -  Chevalier de l'ordre des Arts et des Lettres.
- Médaille de vermeil de la Ville de Paris.